# Шпрудельштейн

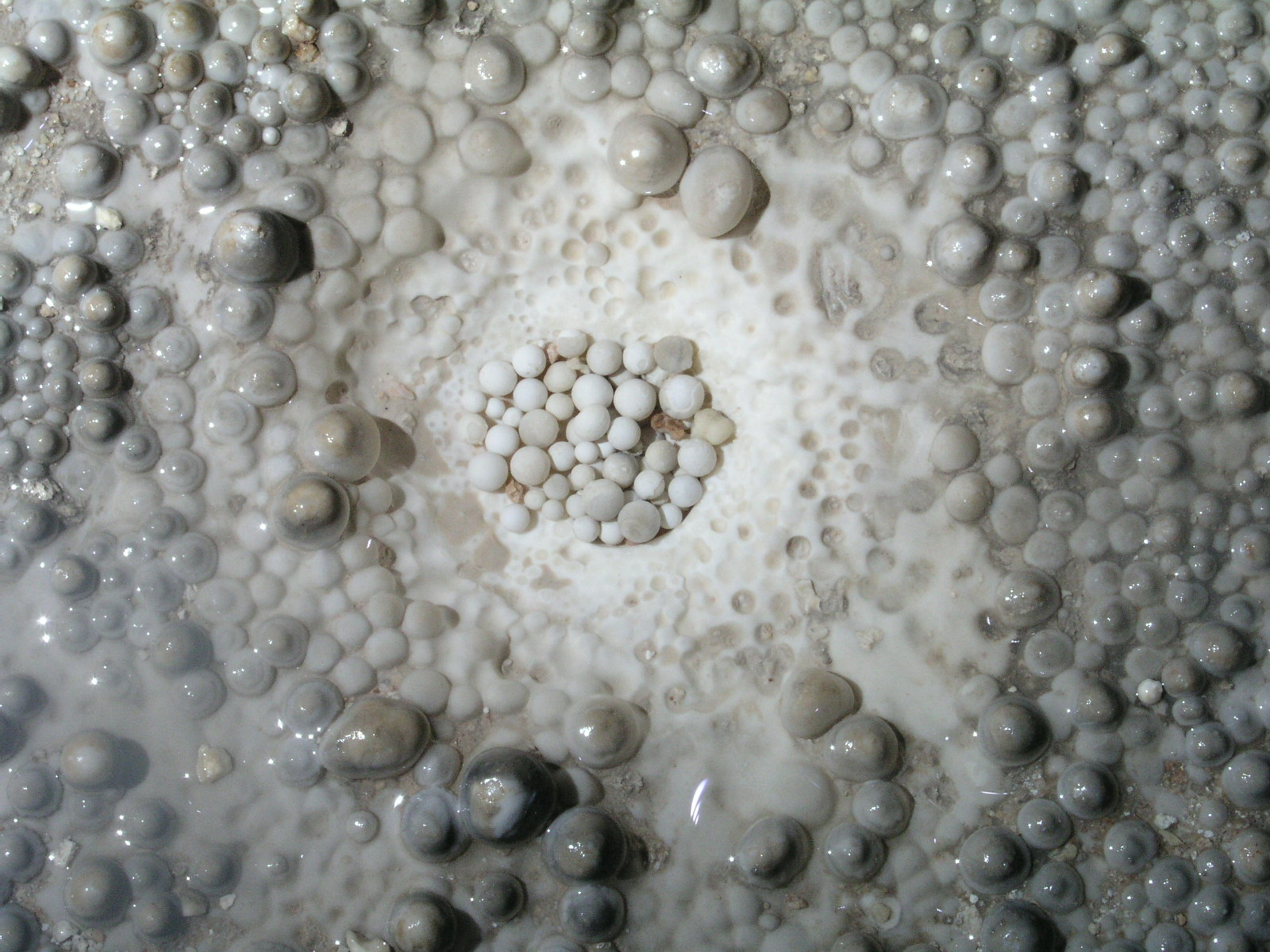
«Горошины» или «жемчужины» пизолита в Карлсбадских пещерах, США.

Шпрудельште́йн, пизолит, арагонитовый гороховый камень, карлсбадский шпрудельштайн (нем. Sprudel — газированная вода, источник, Stein — камень) — горная порода, известковые выделения (корки, сталактиты) в местах выходов термальных источников. Разновидность оолитового известняка, в которой оолитовые зёрна имеют одновременно радиально-лучистую и концентрически-скорлуповатую структуру.
Порода состоит из горошин минерала арагонита (CaCO3). Цвет: белый, жёлтый, бурый, красноватый. Цвет черты меняет окраску в зависимости от цвета камня. Твёрдость: 3,5—4. Плотность: 2,95. Непрозрачен. Светопреломление: 1,530—1,685. Двупреломление: 0,155. Часто наблюдается волнистая слоистость (полосчатость).
Самое известное месторождение в Европе — Карловы Вары (бывший Карлсбад) в Чехии. В своё время даже Гёте писал о карлсбадском шпрудельштейне как о поделочном камне.
Иногда подобные камни из других стран называют мраморными ониксами.